# تازه‌کند فخرلو
تازه‌کند فخرلو یک منطقهٔ مسکونی در ایران است که در شهرستان ماه‌نشان استان زنجان واقع شده‌است. تازه‌کند فخرلو 501 نفر جمعیت دارد.